# 石谷清香
石谷 清香（いしがや きよか）は江戸時代後期の旗本。

## 生涯
寛政10年（1798年）8月26日、9歳の時に徳川家慶の御伽となり、 享和4年（1804年）1月26日に家慶の小姓となった。文化2年（1805年）5月に本丸の小姓に転じた。『寛政譜以降旗本家百科事典』に拠れば最終履歴が『文化13年武鑑』で部屋住であり、家督を継いだ記録は無いまま年月不詳で没している。父である石谷清豊の家督は、清香の弟と思われる石谷左内が継いだ。